# ساینوپک

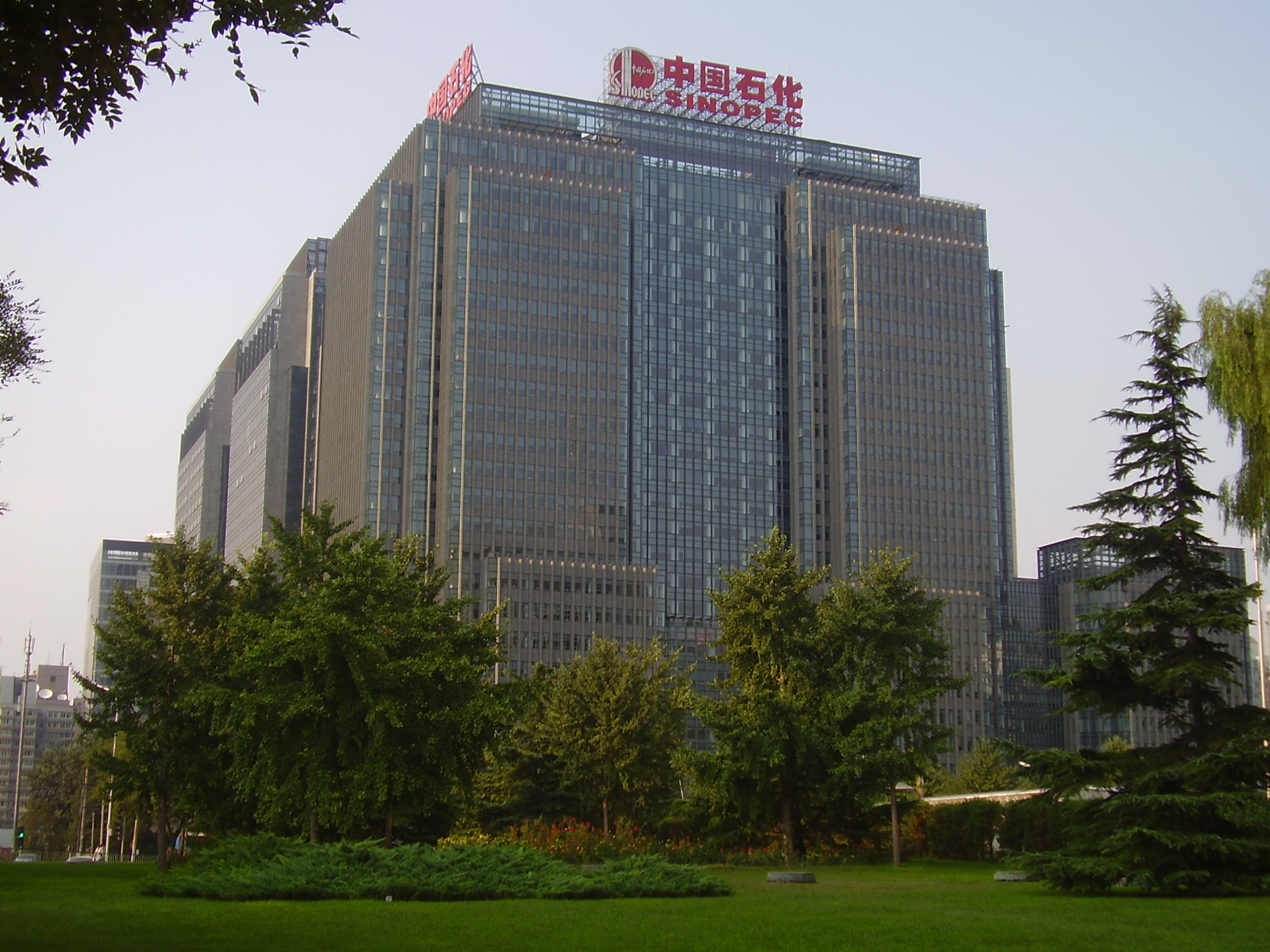
ساختمان مرکزی شرکت ساینوپک، در شهر پکن

ساینوپک (به چینی: 中国石油化工股份有限公) شرکت نفت و گاز چینی است، که ساختمان مرکزی آن در منطقه چااویانگ، پکن قرار دارد. در رتبه‌بندی انجام شده در سال ۲۰۱۳ شرکت ساینوپک با درآمدی بالغ بر ۴۱۱ میلیارد دلار، پس از شرکت‌های وال‌مارت، رویال داچ شل، اکسان‌موبیل و شرکت ملی نفت چین، به‌عنوان پنجمین شرکت بزرگ جهان بر پایه میزان درآمد سالیانه شناخته شد.
شرکت پتروشیمی چین مالکیت اکثریت سهام ساینوپک را در اختیار دارد و بخشی از سهام آن نیز در بازارهای بورس اوراق بهادار هنگ کنگ، بورس شانگهای و بورس نیویورک مبادله می‌شود. ساینوپک هم‌اکنون بزرگترین شرکت پائین‌دستی نفت و گاز چین محسوب می‌شود.

## تاریخچه

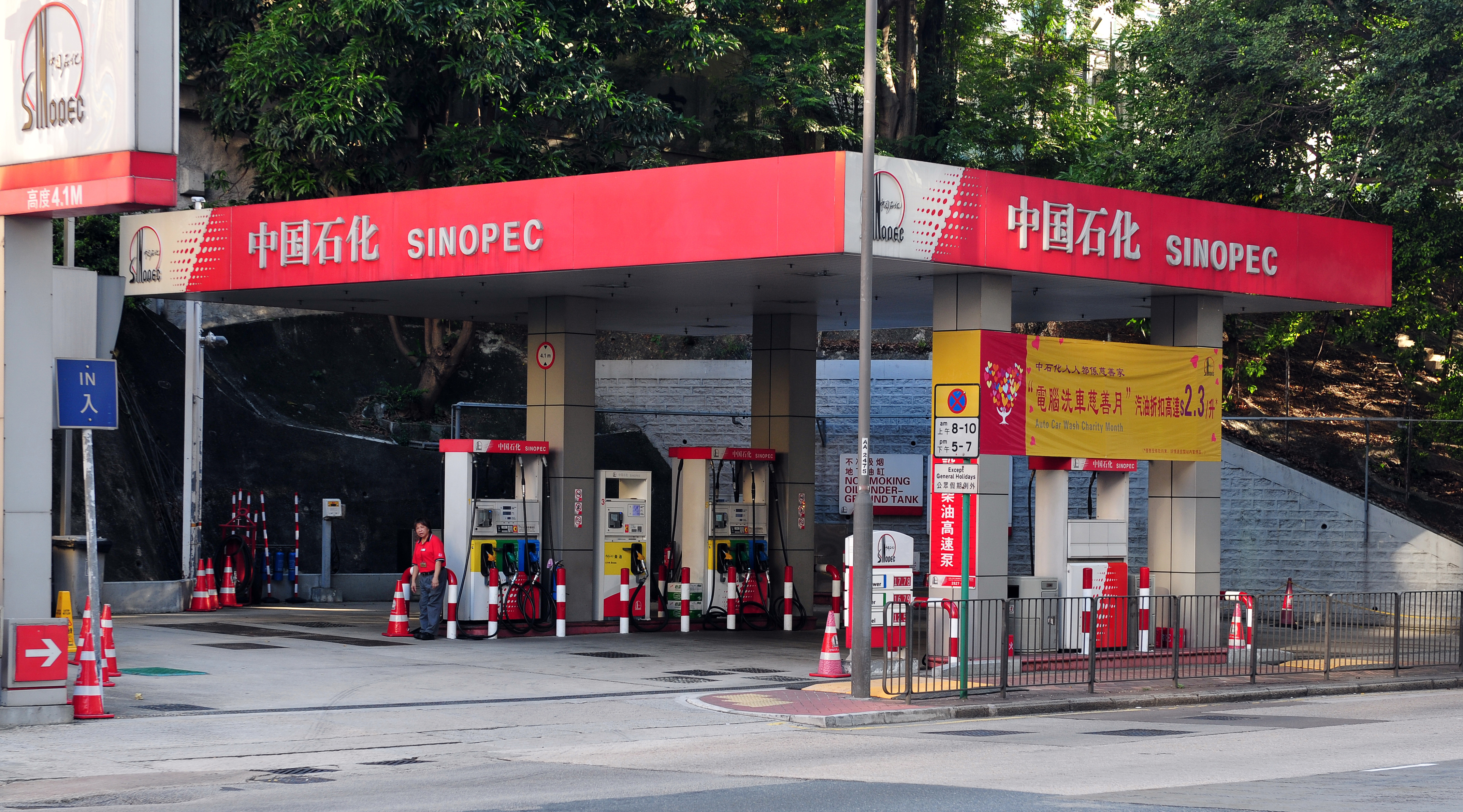
جایگاه پمپ بنزین ساینوپک، در هنگ کنگ

ساینوپک به عنوان یک شرکت سهامی عام، تحت نام شرکت پتروشیمی چین، در ماه فوریه سال ۲۰۰۰ تأسیس شد. در ماه اکتبر همان سال، به‌طور همزمان در سه نقطه جهان؛ هنگ کنگ، نیویورک و لندن نیز بعنوان یک شرکت سهامی ثبت گردید. همچنین در ژوئن ۲۰۰۱ به فهرست شرکت‌های فعال در بازار بورس شانگهای اضافه شد.
شرکت ساینوپک نخستین عملیات بین‌المللی خود را در سال ۲۰۰۲ در کشور گابن آغاز نمود. در حالی که کارکنان شرکت ساینوپک در پارک ملی لوانگو در جنوب گابن به اکتشاف نفت مشغول بودند، دولت گابن، یک چهارم از سرزمین خود را در راستای حفظ محیط زیست به منطقه حفاظت شده اختصاص داد، که در پی آن در ابتدای سال ۲۰۰۳ این شرکت برای دینامیت‌گذاری و آلوده کردن فضای پارک ملی لوانگو گابن، توسط سازمان محیط زیست ایالات متحده آمریکا به نام «انجمن حفاظت از حیات وحش» محکوم شد. تا اواسط سال ۲۰۰۳ سازمان‌های امداد بین‌المللی از جمله اتحادیه اروپا، نیز از این شرکت شکایت کردند.
در سال ۲۰۰۴ ساینوپک یک سری قرارداد اکتشاف و استخراج دیگر را با دولت گابن منعقد کرده بود و در جریان سفر رییس‌جمهور چین به آفریقا، وی با همتای گابنی خود توافقات تجاری متعددی با هدف نشان دادن تمایل دو طرف برای توسعه اکتشاف، استخراج، پالایش و صادرات فراورده‌های نفتی به امضا رساند. طی این توافقات سه منطقه دیگر برای کاوش انتخاب شدند که به گفته وزارت نفت گابن یکی از آن‌ها در ۲۰۰ کیلومتری جنوب قطب اقتصادی این کشور در بندر جنتیل و دو منطقه دیگر در حدود ۱۰۰ کیلومتری شمال شرق این بندر بودند.
شرکت ساینوپک عضو کنسرسیوم «پترودار» است، که از اعضای آن شرکت ملی نفت چین و سوداپت (شرکت نفتی دولتی سودان) می‌باشند. در اوت ۲۰۰۵ پترودار از شروع تولید نفت در بلوک ۳ و ۷ در جنوب غربی سودان خبر داد. در دسامبر همان سال پترودار اعلام کرد که اولین محموله نفت‌خام آن‌ها در اوایل سال ۲۰۰۶ روانه بازار خواهد شد. عملیات این کنسرسیوم افزایش عمده‌ای در تولید کلی نفت سودان را سبب شد.
ساینوپک علاوه بر سودان به دنبال شرکت‌های نفتی دیگری در غرب آفریقا برای خریداری بود و در نهایت موفق به خرید شرکت «آداکس پترولیوم» در کلگری به قیمت ۵٫۷ میلیارد دلار شد، که بزرگ‌ترین تصاحب خارجی چین محسوب می‌شد. ساینوپک همچنین درصدد خرید شرکت انرژی ای‌آراچ‌سی بود که در چندین منطقه دارایی‌های نفتی مختلفی داشت. در پایان سال ۲۰۰۵ نیز همکاری‌های خود با شرکت ملی نفت چین را برای گسترش کسب‌وکار خود در سودان افزایش داد.
در نهایت فعالیت‌های ساینوپک در پارک ملی لوانگو، در سال ۲۰۰۶ به وسیله شورای ملی پارک‌های گابن متوقف شد. در ۲۴ آوریل ۲۰۰۷ حمله گروه‌های قومی شورشی سومالی در یک سایت حفاری ساینوپک در شرق صحرای «اوگادن» اتیوپی، خسارات زیادی به بار گذاشت و چندین نفر ربوده شدند. جبهه آزادی بخش ملی سومالی پس از آزادی آن‌ها به شرکت‌های خارجی در رابطه با کار در این منطقه هشدار داد، ولی ساینوپک به‌رغم این هشدار اعلام کرد که قصد خروج از این منطقه غنی را ندارد.
در ماه فوریه ۲۰۰۷ شرکت سعودی آرامکو عربستان سعودی و اکسان‌موبیل قراردادی با ساینوپک برای افزایش ظرفیت پالایشگاه فوجی تا ۲۴۰ هزار بشکه در روز تا سال ۲۰۰۹ منعقد کردند. این شرکت‌ها همچنین توافقاتی برای بازاریابی سوخت امضا کردند که ۷۵۰ ایستگاه خدماتی سوخت‌رسانی و شبکه ترمینال‌های فوجی را مدیریت کنند.
یونیپک که یکی از زیرمجموعه‌های ساینوپک می‌باشد، قراردادی با شرکت نفتی فرانسوی توتال گابن در سال ۲۰۰۲ منعقد کرده بود و طی این قرارداد، چین برای اولین بار نفت خام خود را از گابن خریداری کرد. در ۱۳ آوریل سال ۲۰۱۰ این شرکت از خرید ۹٪ درصد از سهام کونوکو فیلیپس در شرکت‌های نفت ماسه کانادا خبر داد. این قرارداد در ۲۵ ژوئن توسط دولت کانادا تأیید شد.
با توجه به نوع فعالیت‌ها و پروژه‌هایی که در سال‌های گذشته، توسط ساینوپک انجام شده‌است، تحلیل‌گران نفتی، شرکت ساینوپک را، بگونه‌ای خواهر یا مکمل کمپانی پتروچاینا طبقه‌بندی می‌کنند، که نقش بخش پایین‌دستی را در صنعت نفت چین، برای شرکت پتروچاینا (که ۹۰٪ درصد از سهام آن، به دولت چین تعلق دارد) ایفا می‌کند... ! از نظر حجم سالانه پالایش و پردازش نفت و فراورده‌های نفتی، شرکت ساینوپک، بزرگترین پالایشگر نفت، در آسیا و بزرگترین شرکت نفتی جهان، در بخش پایین‌دستی صنعت نفت می‌باشد.

## زمینه فعالیت

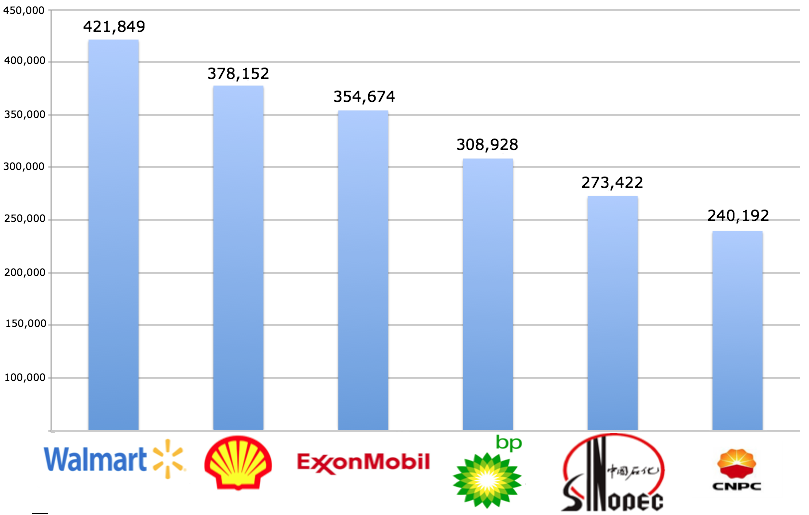
شش شرکت بزرگ جهان، از نظر میزان درآمد سالانه (اعداد برحسب میلیون دلار)

حوزه فعالیت شرکت ساینوپک در شاخه‌های مختلف صنعت نفت است، که عبارتند از: اکتشاف نفت، استخراج نفت، بازاریابی و فروش؛ نفت خام و گاز طبیعی، همچنین تولید مواد پتروشیمیایی و نیز تولید طیف وسیعی از مواد شیمیایی؛ از قبیل کودهای شیمیایی و محصولات شیمیایی دیگر می‌باشد.
این شرکت همچنین در زمینه ساخت خط لوله، ذخیره‌سازی و حمل و نقل نفت خام و گاز طبیعی، صادرات، واردات نفت و گاز و فراورده‌های نفتی، احداث انواع پالایشگاه، کارخانجات صنایع شیمیایی و صنایع پتروشیمی، همچنین پالایش و تولید انواع فراورده‌های نفت و گاز اشتغال دارد.

## عملیات
ساینوپک در کشورهای مختلف دنیا دفاتر و دارایی‌های فراوانی دارد. همچنین دارای میادین نفتی و گازی همچنین پالایشگاه و مخازن ذخیره‌سازی اختصاصی، در چندین کشور می‌باشد.
این شرکت چینی، در کشورهایی مانند: گابن، عربستان سعودی، سودان، اتیوپی، کانادا، برزیل و چند کشور دیگر، به صورت مستقیم فعالیت می‌نماید.

## آمار و ارقام
کمپانی ساینوپک در سال ۲۰۱۱ در رتبه‌بندی فوربس، در فهرست فوربز جهانی ۲۰۰۰، در مکان پنجم قرار گرفت. در سال ۲۰۰۹ نیز در لیست فورچون جهانی ۵۰۰، رتبه نهم از بزرگترین شرکت‌های جهان را به خود اختصاص داد. همچنین در لیست ۱۰ شرکت بزرگ چینی، به عنوان نخست دست یافت. درحالی‌که سال ۲۰۰۹ به عنوان هفتمین شرکت بزرگ جهان انتخاب شده بود. ساینوپک برای اولین بار، در سال ۲۰۰۷ در فهرست ۵۰۰ شرکت برتر چین، رتبه اول را، از آن خود کرد.

## شرکت پتروشیمی چین
شرکت پتروشیمی چین، یا گروه ساینوپک بزرگترین تولیدکننده محصولات پتروشیمی و همچنین بزرگترین پالایشگر نفت در آسیا می‌باشد. این شرکت، توسط سازمان ساساک و از سوی شورای مرکزی حزب کمونیست چین مدیریت می‌شود.
شرکت ساینوپک به‌عنوان زیرمجموعه‌ای از شرکت پتروشیمی چین محسوب می‌شود و به‌طور مستقیم زیر نظر این شرکت فعالیت می‌نماید. سو شالین هم‌اکنون ریاست هیئت مدیره شرکت پتروشیمی چین را بر عهده دارد.